# 天浪
天浪（てんなみ）は、千葉県成田市の大字。2017年10月31日現在の人口は0人。郵便番号は282-0001。

## 地理
成田市の南東部に位置し、遠山地区に所属する。周辺の駒井野、古込、三里塚と隣接する。
東三里塚、古込と同様、ほぼすべての区域が成田国際空港（旧称・新東京国際空港）の敷地の一部であり、A滑走路、誘導路、第一旅客ターミナルのエプロンなどの施設が置かれている。

## 歴史
天浪は戦後開拓を中心とした地区であり、かつては天浪第一（南）・天浪第二（東）・天浪第三（北）と3つに分かれていた。
戦後開拓では、沖縄県出身者や戦災者同盟が入植した。
沖縄県出身者の入植者（沖縄協会）は、久米島出身の僧侶与世盛智郎が中心となって入植活動を行い、主に牧草地からなる天浪第一に入植した（50世帯100人）。初期には宮内庁下総御料牧場の馬小屋で共同生活をするなどした。
戦災者同盟は労農党員であった伊達廣に率いられ、松や杉の林が多い第二・第三に入植した（裁判や交渉の結果、既に第一での戦災者同盟農民が開墾していた農地は沖縄出身者に譲られた）。
1966年7月4日に成田空港の建設が閣議決定され、ほぼすべての区域が空港の敷地となった。ほとんど一方的な決定は周辺地域の入植者からの反発を招いて三里塚芝山連合空港反対同盟の結成につながるが、天浪の住民ら（当時32家族）はこの動きから一線を画して集団で事態への対処に取り組んだ。同年10月27日には古込・木の根とともに成田市条件闘争連盟を結成。条件交渉を経て、全世帯が立ち退きに応じた。

## 小・中学校の学区
市立小・中学校に通う場合、学区は以下の通りとなる。
| 地域 | 小学校               | 中学校             |
| ---- | -------------------- | ------------------ |
| 全域 | 成田市立三里塚小学校 | 成田市立遠山中学校 |

## 施設
- 成田国際空港

## 交通

### 道路
当地域を縦貫するような国道や県道は存在しない。